# Lestes malabaricus
Lestes malabaricus – gatunek ważki z rodziny pałątkowatych (Lestidae).